# 韋伯斯特科納斯 (紐約州)
韋伯斯特科納斯（英語：Webster Corners）是位於美國紐約州伊利縣的非建制地區。

## 歷史
韋伯斯特科納斯的郵局於1872年設立，其後於1899年停運。

## 地理
韋伯斯特科納斯所處的海拔為高於海平面245米（即804英呎），而該地所採用的時區為UTC-5，即北美东部时区（EST）。同時該地設有夏令時間，為UTC-5調快一小時，即UTC-4（EDT）。